# شارلوت گیر
شارلوت گیر (انگلیسی: Charlotte Geer؛ زادهٔ november ۱۳, ۱۹۵۷ (۶۷ سال)) ورزشکار روئینگ اهل ایالات متحده آمریکا است.
وی در مسابقات کشوری و بین‌المللی در مجموع برندهٔ ۱ مدال نقره شده‌است.